# Catan – Das Kartenspiel
Catan – Das Kartenspiel ist ein Computerspiel für Microsoft Windows, das auf dem Kartenspiel Die Siedler von Catan – Das Kartenspiel von Klaus Teuber basiert. Es erschien 2001 bei United Soft Media und wurde von Arnd Beenen programmiert.
Schon in der ersten Ausgabe der Siedler-Zeitung 1997 wurde die Veröffentlichung für den Herbst angekündigt, in der zweiten Ausgabe dann für Februar 1998 zur Nürnberger Spielwarenmesse angekündigt. Es dauerte dann aber 4 Jahre, bis das Spiel in den Handel kam. In der Zwischenzeit war das Turnierspiel fast in Vergessenheit geraten, denn es fehlte nach dem ersten großen Turnier an weiteren Möglichkeiten sich mit anderen Spielern zu messen. Dies wurde dann ab dem Herbst 2001 möglich, wobei sich herausstellte, dass auch die vier Jahre Entwicklungszeit nicht ausgereicht hatten um alle Fehler zu beseitigen. So dauerte es noch einige Wochen, bis das Programm weitgehend stabil lief und Fehler nur noch bei sehr wenigen Karten auftraten. Trotzdem bildete sich schnell eine online-Community, die die neuen Möglichkeiten rege nutzte und in den Internetforen über Decks und Strategien diskutierte. Dabei zeigten sich auch die Schwachstellen der Regeln, so dass Klaus Teuber 2002 beschloss ein weiteres Themenset zu erstellen und die Regeln zu modifizieren. Zusammen mit einem Entwicklungsteam erarbeitete er Barbaren & Handelsherren und die Reform 2003.
Um die CD-ROM-Version zu promoten, wurde genauso wie bei der Veröffentlichung des Turnier-Sets ein bundesweites Turnier veranstaltet. Dabei hatten die Spieler die Möglichkeit, sich entweder über Online-Monats- und Jahreswertungen zu qualifizieren oder bei regionalen Vorentscheidungen. Für dieses Turnier wurden speziell die „Turnierkarten T2002“ veröffentlicht, die der Kartenspiel-CD-ROM beilagen und auch im Programm umgesetzt waren. Bis Oktober 2001 nahmen etwa 1460 Spieler diese Möglichkeit war, anfangs waren es ca. 450, am Ende noch ca. 200 pro Monat.
Das Programm erlaubte es gegen den Computer das Basisspiel zu spielen, wobei die Spielstärke des Computers variabel einstellbar war. Allerdings war dieser selbst in der stärksten Version nach wenigen Spielen von guten Spielern zu besiegen. Das „Erweiterte Grundspiel“ war dagegen nicht spielbar, online konnte nur das „Turnierspiel“ gespielt werden. Mit einem im Juni 2002 erschienenen Upgrade konnte dann auch das Basisspiel online gespielt werden. Damit wurde aber die Entwicklung eingestellt und da auch die Programmierung des neuen Sets nicht möglich war, suchte Klaus Teuber nach neuen Wegen und startete 2002 die „Catan Online Welt“. 2005 wurde dann noch einmal eine Lizenzausgabe bei Aldi-Süd verkauft. Hierbei handelt es sich aber ebenfalls um die Version von 2002. Zeitweise wurde die Kartenspiel-CD-ROM zusammen mit der CD-ROM Die erste Insel verkauft, ist aber mittlerweile nicht mehr im Angebot.
Zum Programmpaket gehörte auch ein Prof.-Easy-Tutorial und ein Deckeditor mit dem eigene Decks erstellt und abgespeichert, aber auch ausgedruckt werden konnten.

## Unterschiede zum Spiel am Tisch
- Bei einigen Karten (Alchimist, Bischof, Kräuterhexe, Wagner, Zauberveto, Zeitrad und Zeitsprung) wurden die Spieler vom Programm gefragt, ob sie die Karten einsetzen wollen, beim Spiel am Tisch müssen die Spieler selber dran denken.
- Bei der Verteilung der Karten vor Beginn des Spieles konnte es entweder wie am Tisch 2 Stapel à 7 Karten und 2 Stapel à 8 Karten geben oder 1 Stapel à 6 Karten und 3 Stapel à 8 Karten. Die Anzahl der Karten der einzelnen Stapel sahen beide Spieler während des Spieles wenn einer der Spieler eine Karte nachzog oder ablegte.
- Die oberste Karte des Ablagestapels ist nicht zu sehen.
- Wenn man Rohstoffe vom Mitspieler nehmen darf klickt man die Landschaften beim Mitspieler an von denen man Rohstoffe erhalten möchte und anschließend auf die eigene Landschaft auf die der Rohstoff übertragen werden soll. Man kann also den Mitspieler hier gezielter ärgern, z. B. Rohstoffe von Feldern, an denen Zauberer oder Veredlungsmanufakturen (Färberei etc.) liegen, entfernen. Am  Tisch hat der Mitspieler die Wahl von welchen Feldern er Rohstoffe abgibt wenn er mehrere zur Auswahl hat.
- Überzählige Handkarten können am Ende des Zuges auf verschiedene Stapel verteilt werden, am Tisch müssen sie unter 1 Stapel geschoben werden.
- Bei der Nutzung des „Wissen der Ahnen“ bekam der Mitspieler die ausgewählte Karte nicht zur Kontrolle gezeigt. Das Programm lässt aber nur das regelkonforme Nachziehen von Aktionskarten zu.
- Sind Gebäude mindestens doppelt vorhanden, z. B. 2 Lager oder 2 Klöster, kann der Gegner nicht erkennen welche(s) von diesen bei einem „Überfall“ gewählt wurde. Es empfahl sich daher den Chat zu nutzen um dem Gegner die Lage und ggf. die Reihenfolge zu nennen in der die Gebäude gewählt wurden, z. B. "1. Lager zw. Lehm und Holz, 2. Lager zw. Erz und Getreide."